# Millennium Iconoclast Museum of Art
Pour les articles homonymes, voir MIMA.
Le Millennium Iconoclast Museum of Art, plus communément appelé le MIMA est un musée d'art contemporain et de la culture 2.0 situé à Molenbeek-Saint-Jean en région bruxelloise.

## Historique
Il est installé Quai du Hainaut, le long du canal Bruxelles-Charleroi, dans l'ancien bâtiment des brasseries Belle-Vue.
Le musée couvre une surface de 1 300 m2 répartie sur 4 étages et comprenant 8 salles d'exposition. Outre une collection permanente, il organise annuellement deux expositions temporaires. Les collections présentent les œuvres d'artistes issus de la culture urbaine du XXIe siècle, de la culture musicale (punk rock, electro, hip-hop, folk…), les influences artistiques dans le monde du cinéma, les arts plastiques et graphiques, le stylisme, le tatouage, ainsi que la culture sportive (surf, skateboard, sports extrêmes …).
Le musée a vu le jour le 13 avril 2016 à l'initiative d'Alice van den Abeele, de Raphaël Cruyt, ainsi que de Florence et Michel de Launoit.
À la suite de la fermeture du quai du Hainaut, qui menace de s'effondrer, le musée a perdu la moitié de ses visiteurs et annonce qu'il va devoir fermer définitivement, mettant en avant les difficultés d'accès causées par ces problèmes de voirie. Le musée ferme le 5 janvier 2025.

## Expositions
- 15.04 - 24.12.2016 : City Lights[8], artistes: Maya Hayuk, Swoon, MOMO, FAILE
- 03.02 - 28.05.2017 : A Friendly Takeover[9], artiste : Boris Tellegen (nl) aka DELTA
- 23.06 - 31.12.2017 : Art Is Comic[8], artistes : Brecht Vandenbroucke, Mon Colonel & Spit, Brecht Evens, HuskMitNavn[10], Jean Jullien, Joan Cornellà
- 26.01 - 22.04.2018 : Wonderland[11], artistes: Akay et Olabo
- 09.05.2018 - 06.01.2019 : Get Up Stand Up: exposition d'affiches contestataires, curateur : Michaël Lellouche, installation de Julio Le Parc : “Frappez les gradés” créée en 1971
- 01.02 - 01.09.2019 : Dream Box[12], artistes: Felipe Pantone, Hell’O[13], Escif, Elzo Durt, Gogolplex
- 27.09.2019 - 05.01.2020 : Obsessions[14], expositions d'Art brut en collaboration avec La ‘S’ Grand Atelier
- 31.01.2020 - 03.01.2021 : Zoo[15], artistes: Parra, Pablo Dalas (FR), Egle Zvirblyte (LTU), Todd James (US), Russell Maurice (UK), MARTÍ SAWE (ES), Ryan Travis Christian (US), Rhys Lee (AUS), Finsta (SW), Laurent Impeduglia (BE), Jérémy Bobel (FR), Guillaume Fluzin (FR), Robin Divrande (FR), Paul Follezou (FR), Félix Reuter (FR), Steven Harrington (US)
- 31.01 - 30.05.2021 : Verisimilitude[16], artistes: Félix Luque Sánchez en collaboration avec Damien Gernay et Iñigo Bilbao Lopategui
- 26.06.2021 - 09.01.2022 : Double Bill[17], exposition des archives du cinéma porno ABC en collaboration avec le cinéma Nova, et exposition des affiches de l'artiste Laurent Durieux.
- 04.02 - 29.05.2022 : MIMA reload, exposition de la collection du musée ;
- 24.06.2022 - 08.01.2023 : Invader Rubikcubist[18], artiste: Invader ;
- 03.02 - 28.05.2023 : Local Heroes, exposition sous forme de performance et d'initiation à la boxe anglaise avec combats organisés dans le musée. En partenariat avec les club BBA et IBP, artistes: Rocio Alvarez, Dave Decat, Yannick Jacquet & Antoine Bertin, Edouard Valette, Christopher de Béthune, Kenza Vandeput-Taleb ;
- 31.06 - 31.12.2023 : Jean Jullien : Studiolo[19], artiste : Jean Jullien.